# Nanobavlna
Nanobavlna (angl.: nano-cotton, něm.: Nanobaumwolle) je bavlněné vlákno s intergrovanými  nanočásticemi, které zlepšují jeho užitné vlastnosti.

## Příklady použití označenínanobavlna
Podle zpráv na internetu se však ve 3. dekádě 21. století toto sousloví často používá jako označení pro textilní suroviny a výrobky s vlastnostmi, které se odchylují od shora uvedené definice. Například: 

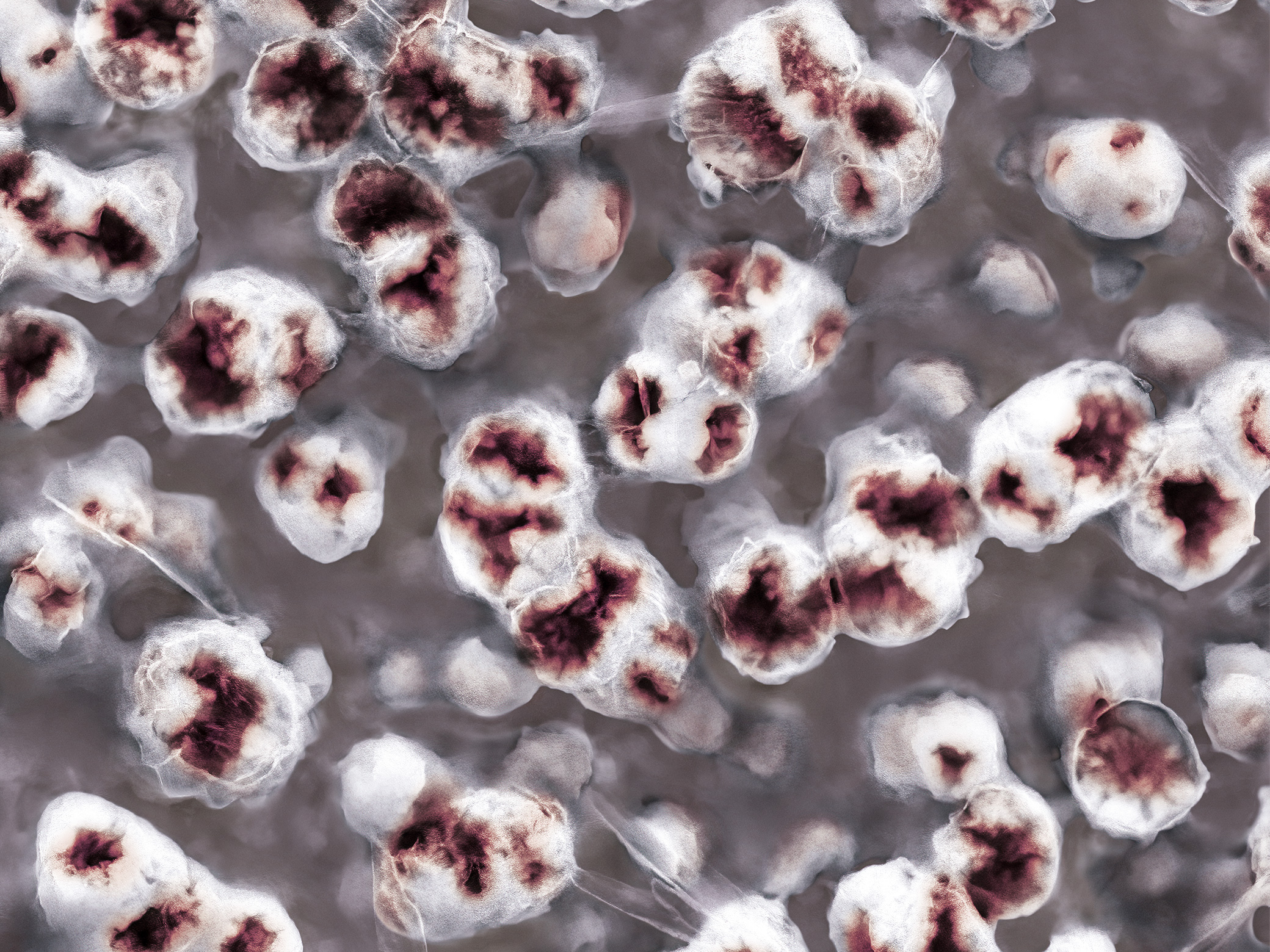
Mem s názvem „Bavlna“ - 4000x zvětšená kompozice z nanočástic z oxidu kademnatého na sulfidu kademnatém – symbol boje Ukrajinců proti ruské invazi (2023)

- Protiroztočový povlak Nanobavlna®, výrobek české firmy nanoSpace. Jedná se o textilii ze 3 vrstev. Vnitřní a vnější vrstva je standardní bavlněná tkanina v atlasové vazbě, mezi nimi je membrána = plošná textilie z polyamidových nanovláken s otvory s maximální velikostí 80 nm.[2] [3]

- Bavlněná vlákénka s jemností 40-90 nm a délkou 0,5-1,0 mm získaná z bělené buničiny z mechanicky rozvolněných a chemicky upravených bavlněných lintersů a výčesků. Je to výsledek laboratorního pokusu z roku 2023. (Gyeongsang National University, Jinju, Jižní Korea).[4]

- Bavlněná nanovlákna na zpevnění kompozitů jako výsledek indického pokusu z roku 2022: Celulóza extrahovaná z bavlny (15-20 µm) a upravená alkaliemi obsahue vlákenka s jemností 1-2 nm. Celulóza se přidává do kompozitů s podílem 10- 50 % (Sri Mata Vaishno Devi University, Katra, Indie)[5]

- Bavlněné plošné textilie s finální úpravou s kovovými nanočásticemi. Jsou to modifikace bavlněných textilií s účelem zlepšení určitých vlastností (vodotěsnost, hořlavost, ochrana proti UV záření aj). V letech 2018-2022 byly laboratorně úspěšně vyzkoušeny úpravy s částicemi z Ag, TiO2, SiO2, ZnO, Cu/CuO, Au[6] [7]

- Nanobavlna jako atraktivní název pro různé výrobky z bavlněných textilií bez jakékoliv souvislosti s vlastnostmi použitých vláken.[8] [9]
- Bavlna v různých formách (např. nanobavlna znázorněná na snímku vpravo nanočásticemi z jiného materiálu) se stala symbolem ukrajinského patriotizmu [10]